# ヤダモンサウンド・コレクションVol.2「ファンタジー」
『ヤダモンサウンド・コレクションVol.2「ファンタジー」』（ - ボリュームワン - こまじょ - ）は、NHK教育テレビジョンのアニメ「ヤダモン」のサウンドトラック。

## 解説
LINDBERG「Magical Dreamer」のインストバージョンを含むサウンドトラックの第二弾

## 収録曲
- 作曲・編曲：馬飼野康二（#1,#2,#4〜#12）
- 作詞：田波靖男（#4,#10）、外山草（#8）

1. オパシティ
2. 魔女の森に帰りたい
3. Magical Dreamer（インストゥルメンタル）
作曲：平川達也／編曲：馬飼野康二
4. 小さな魔女の子守歌（歌：井上あずみ）
5. タイモン大好き
6. おやすみクリーチャーアイランド
7. 時をなくした世界
8. 瞳のなかの地球（歌：井上あずみ）
9. おはよう…ジャン
10. ティラクル・ラミカル・レルラミルー（歌：井上あずみ）
11. ワンダフルスカイ
12. マナティの微笑み